# Угода про торговельні аспекти прав інтелектуальної власності
Уго́да про торгове́льні аспе́кти прав інтелектуа́льної вла́сності (англ. Agreement on Trade-Related Aspects of Intellectual Property Rights, скорочено TRIPS, звідки походить український варіант назви ТРІПС) — міжнародна угода, що адмініструється Світовою організацією торгівлі та встановлює мінімальні стандарти для визнання та захисту основних об'єктів інтелектуальної власності. Цю угоду було прийнято під час Уругвайського раунду Генеральної угоди щодо тарифів і торгівлі (ГАТТ) у 1994 році.
Інтелектуальна власність є безпосереднім об'єктом міжнародної торгівлі та становить близько 2% від усього світового товарообігу, більшість якого регулюється правом Світової організації торгівлі, членом якої є й Україна. Вступ до Світової організації торгівлі (далі — СОТ) зумовив необхідність ретельного вивчення права цієї організації та зокрема Угоди про торговельні аспекти прав інтелектуальної власності.
Історичні передумови створення СОТ та підписання угоди ТРІПС були доволі складними оскільки, з одного боку, власники намагалися монополізувати права на свої винаходи, а з іншого — суспільство намагалося отримати дешеві товари з інтелектуальною складовою. Для досягнення балансу прав власників та інтересів суспільства 1994 року була прийнята Угода ТРІПС внаслідок чого права ІВ були включені в багатосторонню систему торгівлі як її об'єкти.

## Базові стандарти ТРІПС
- Термін захисту майнових авторських прав має бути не менше 50 років після смерті автора, для фільмів та фотографій цей строк становить відповідно 50 та 25 років з моменту створення.
- Авторське право має надаватись автоматично й не може залежати від виконання жодних формальностей, таких як реєстрація.
- Комп'ютерні програми розглядаються як літературні твори з погляду авторського права й мають такі ж умови захисту.
- Національні обмеження авторського права, такі як добропорядне користування у Сполучених Штатах, мають бути чітко обмежені.
- Патенти мають надаватися в усіх галузях технології, однак дозволяються винятки з метою захисту суспільних інтересів. Термін захисту майнових прав, що надаються патентом, має становити не менше 20 років.
- Перелік об'єктів, що не можуть бути запатентовані, має бути обмежений так само, як і обмеження авторського права.
- Кожна держава має надавати громадянам інших країн, що приєднались до ТРІПС, такий рівень прав у галузі інтелектуальної власності, який вона надає своїм власним громадянам.

## ТРІПС та доступ до лікарських препаратів
Спроба СОТ знайти баланс між інтересами виробників і споживачів товарів медичного призначення вбачається в Преамбулі до ТРІПС, де зазначається, що захист та контроль за дотриманням прав ІВ «повинні сприяти запровадженню технологічних нововведень та передачі й розповсюдженню технологій для обопільної вигоди виробників і користувачів» технологічних знань «у такий спосіб, що сприяє соціальному та економічному добробуту, а також балансу прав і обов'язків». Тобто, базовий принцип — використовувати результати інтелектуальної діяльності у спосіб, який не призводять до надмірної матеріальної шкоди законним інтересам її власника.
Однак, незважаючи на текст Преамбули, з моменту прийняття ТРІПС виникли побоювання, що більша цінова влада, яку отримали фармацевтичні компанії, позначиться на доступності ліків в особливо бідних державах-членах СОТ. Як свідчить історія, такі побоювання були обґрунтованими та виправдались коли епідемія СНІДу почала швидко поширюватись по територіях країн, що розвивалися, а вартість антиретровірусних препаратів робила їх недоступними для місцевого населення.
За умов стрімкого поширення епідемії, деякі члени СОТ, що розвиваються, зупинили процес патентування іноземних антиретровірусних препаратів, що дозволило їм копіювати та виробляти останні не сплачуючи ліцензійних виплат. Це призвело до появи так званих «дженериків».
Фактично це копії запатентованих препаратів, вартість яких у декілька разів менша вартості оригіналів. Поняття «дженеричні» препарати означає препарати які мають подібні з оригінальними препаратами властивості, але дешевші в середньому на 40 відсотків, за рахунок виключення з їх собівартості ліцензійних виплат, зокрема, за їх інтелектуальну складову. Пізніше виробництвом дженеричних препаратів зайнялися й розвинені держави.
Так, наприклад США у 2001 р. під час епідемії «сибірки» погодилися надати примусові ліцензії на запатентований препарат «Ципрофлоксацин», що призвело до стрімкого падіння цін на нього. Того ж року бразильська фармацевтична компанія «Рош» стала продавати антиретровіруси «Вірацепт» зі знижкою в 40 відсотків після того, як було оголошено про видачу примусових ліцензій на його виробництво місцевій лабораторії. Так, в період з 2003 по 2010 р. щонайменше десять різних держав надали примусові ліцензії на виробництво тих чи інших лікарських препаратів.

## Прогнози на майбутнє
Існують дві протилежні точки зору. Перша вказує, що лібералізація торгівлі в рамках СОТ сприятиме зменшенню ціни на іноземні товари, зокрема, на лікарські препарати, а друга — що інтелектуальна власність на такі товари дозволяє монополізувати їх цінову градацію, ставлячи у небезпеку суспільне здоров'я.
На думку спеціаліста з ТРІПС, професора С.Фінка, який є автором спеціалізованих наукових публікацій з цього питання — ціна лікарських препаратів, технології виробництва яких захищені патентом, імовірно зросте, попри можливі зниження цін на деякі інші категорії товарів медичного призначення[джерело?].
На підтвердження своїх аргументів С. Фінк вказує, що 2001 р. в США оптова ціна на популярний препарат «Прозак» фірми Пфайзер впала з 240 дол. до 5 дол. за упаковку після закінчення терміну дії патенту. Логічно припустити, що реальна вартість препарату, без урахування вартості його інтелектуальної складової, однак з урахуванням мінімального прибутку, була майже в 50 разів менша ціни, за якою його продавали компанії-монополісти. Таким чином, ми[хто?] вважаємо за доцільне солідаризуватися з другою точкою зору, однак із деякими уточненнями.
Так, по-перше, навіть за умов 0% ставки мита на іноземні лікарські препарати, захищені патентом, зниження їх ціни не обов'язково відбудеться, оскільки їх вартість залежить в першу чергу від ліцензійних виплат, а тому зниження ставки мита не призведе до пропорційного кореляційного ефекту на ціну ліків. Та, по-друге, зниження ставки мита може призвести до зниження вартості ліків для населення, якщо такі препарати не захищені патентом. Крім того, зниженню вартості лікарських препаратів сприятиме й реальна конкуренція, ефект від якої може перевищувати ефект від зниження ставок мита.